# Přednosta stanice
Přednosta stanice je pracovník provozovatele železniční dráhy, vedoucí pracovník výkonné jednotky nebo organizační jednotky. Je v železniční stanici nebo skupině železničních stanic administrativně nadřízen výpravčím, výhybkářům, signalistům, závorářům a dalším zaměstnancům, a zajišťuje-li i prodej jízdenek provozovatel dráhy, pak zpravidla i prodejcům jízdenek. Jako manažer odpovídá i za stavební a provozní stav a vybavení odbavovacích budov a nástupišť včetně ostrahy, úklidu atd.
U ČSD v době komunistického režimu byl používán výraz náčelník stanice, podobně jako pro jiné přednostenské funkce.

## U Správy železnic
U Správy železnic působí přednostové pouze v tzv. provozních obvodech (PO), jimž jsou podřízeny desítky stanic a zastávek v okolí. PO jsou základními účetními, organizačními a administrativními jednotkami. Přednosta stanice administrativně odpovídá za chod v celém PO a je administrativně nadřízen všem pracovníkům zúčastněným na provozování dráhy a drážní dopravy v obvodu PO (b. 42, str. 31 předpisu D2). Přednosta má hlavní i náhradní klíče od trvale uzamčených výhybek (b. 93 a 95 D2). Přednosta podepisuje seznam vlaků, který slouží pracovníkům stanice (b. 160 D2).